# Place Georges Brugmann
Pour les articles homonymes, voir Georges Brugmann et Brugmann.
La place Georges Brugmann (en néerlandais : Georges Brugmannplein) est une place bruxelloise de la commune d'Ixelles, située dans la prolongation de l'avenue Louis Lepoutre ; la rue Émile Bouillot, la rue Darwin, la rue Berkendael, la rue Edmond Picard, la rue Joseph Stallaert et la rue Louis Hymans y aboutissent également.
Elle porte le nom du banquier et mécène bruxellois, Georges Brugmann (1829-1900).
La numérotation des habitations va de 1 à 36 dans le sens inverse des aiguilles d'une montre à partir de l'avenue Louis Lepoutre.
La place abrite plusieurs monuments importants :
- l'église Notre-Dame de l'Annonciation[2], qui occupe la moitié de l'espace ;

- l'Institut chirurgical Berkendael édifié en 1905 en style Art nouveau par l'architecte Jean-Baptiste Dewin[3],[4],[5] ;

- l'Institut médico-chirurgical de la Croix-Rouge édifié en 1926 dans un sobre style Art Déco à côté de l'immeuble précédent par le même architecte[3],[4] ;

- le monument à Antoine Depage réalisé par le sculpteur Godefroid Devreese en 1926[4].

De 1931 à 1985, le terminus de la ligne de tram 93 était situé à la place Georges Brugmann, le long du petit parc, du côté de l'église Notre-Dame de l'Annonciation.

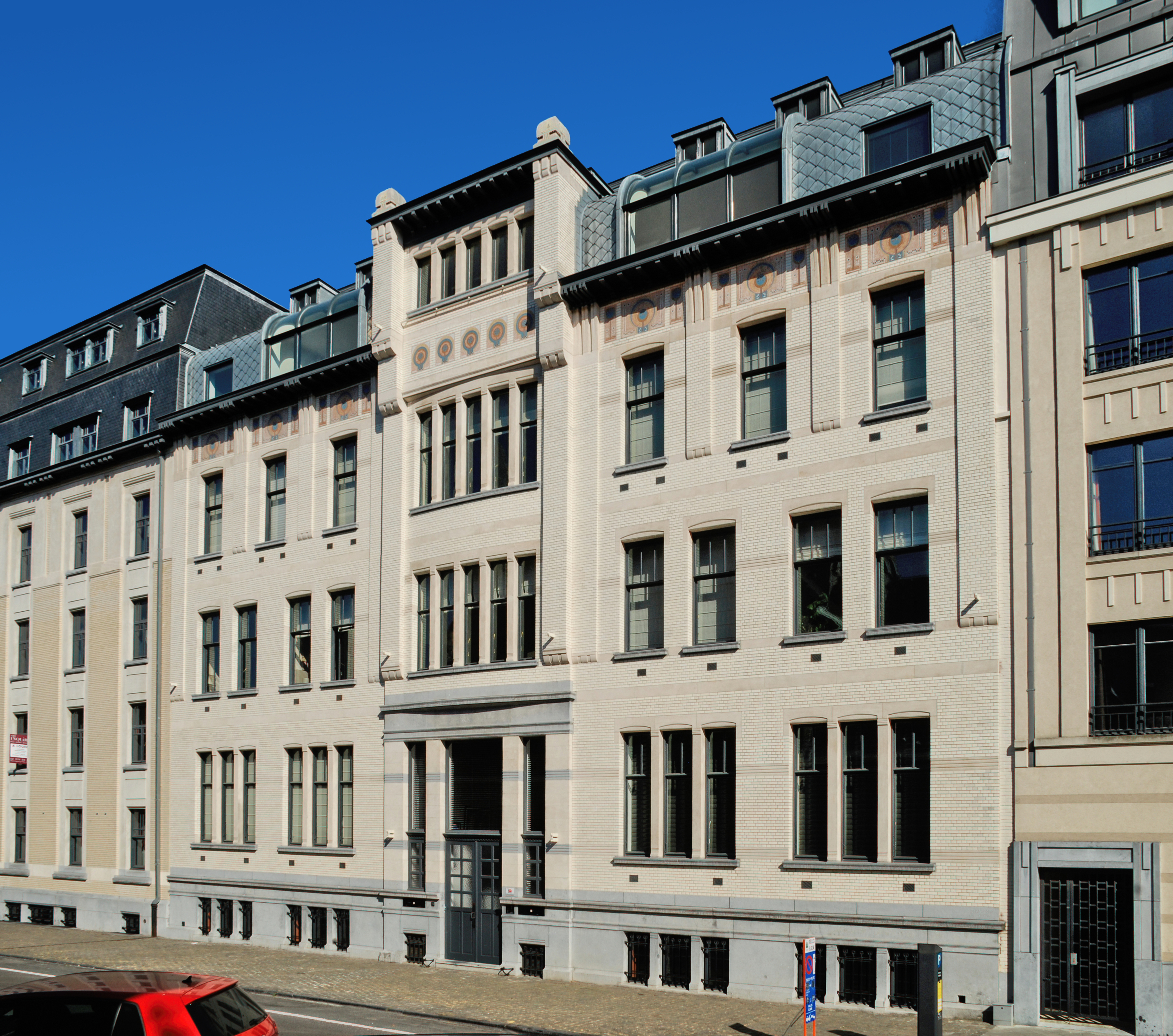
Institut chirurgical Berkendael (Art nouveau 1905).
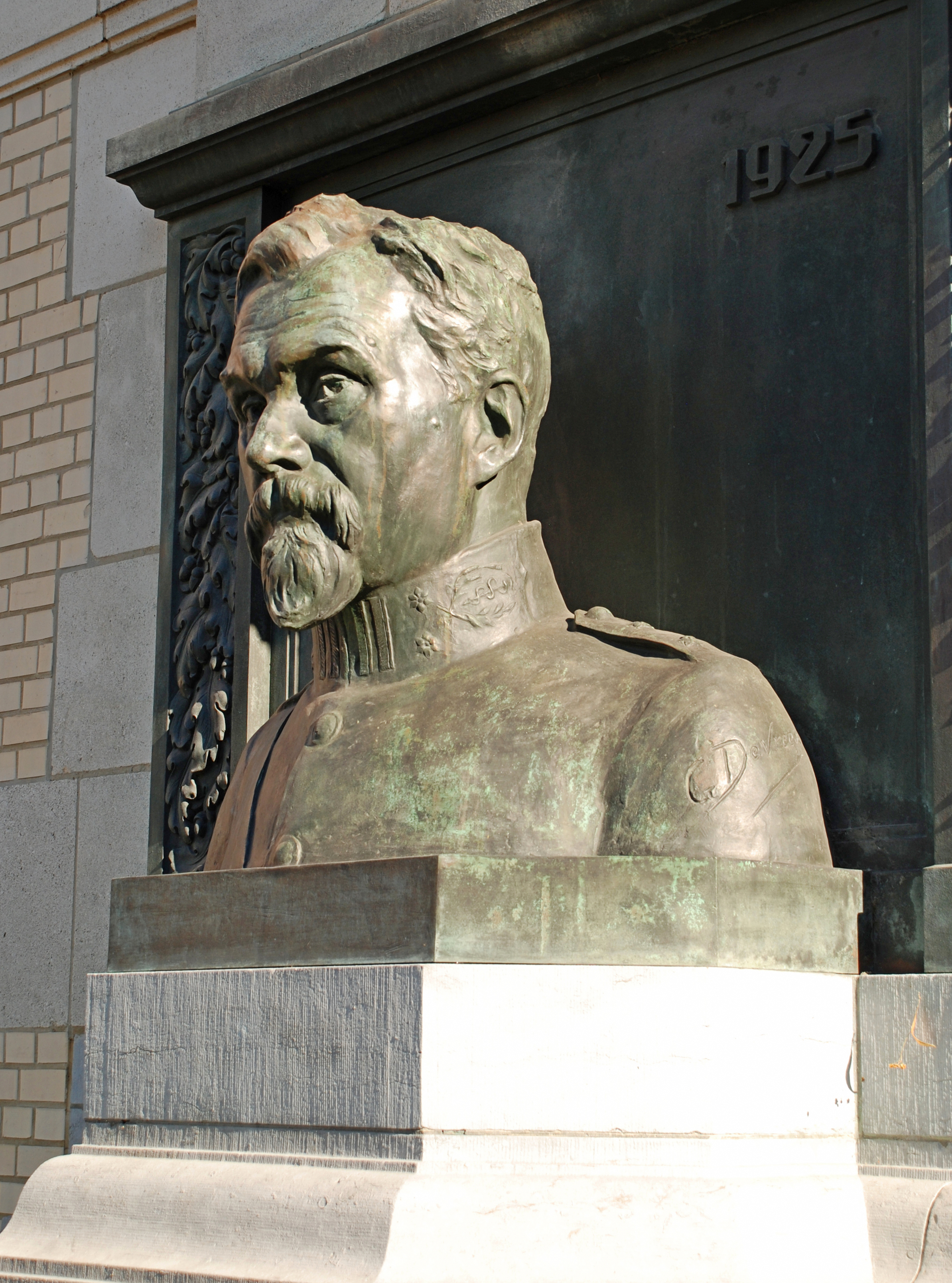
Buste d'Antoine Depage par Godefroid Devreese (1926).
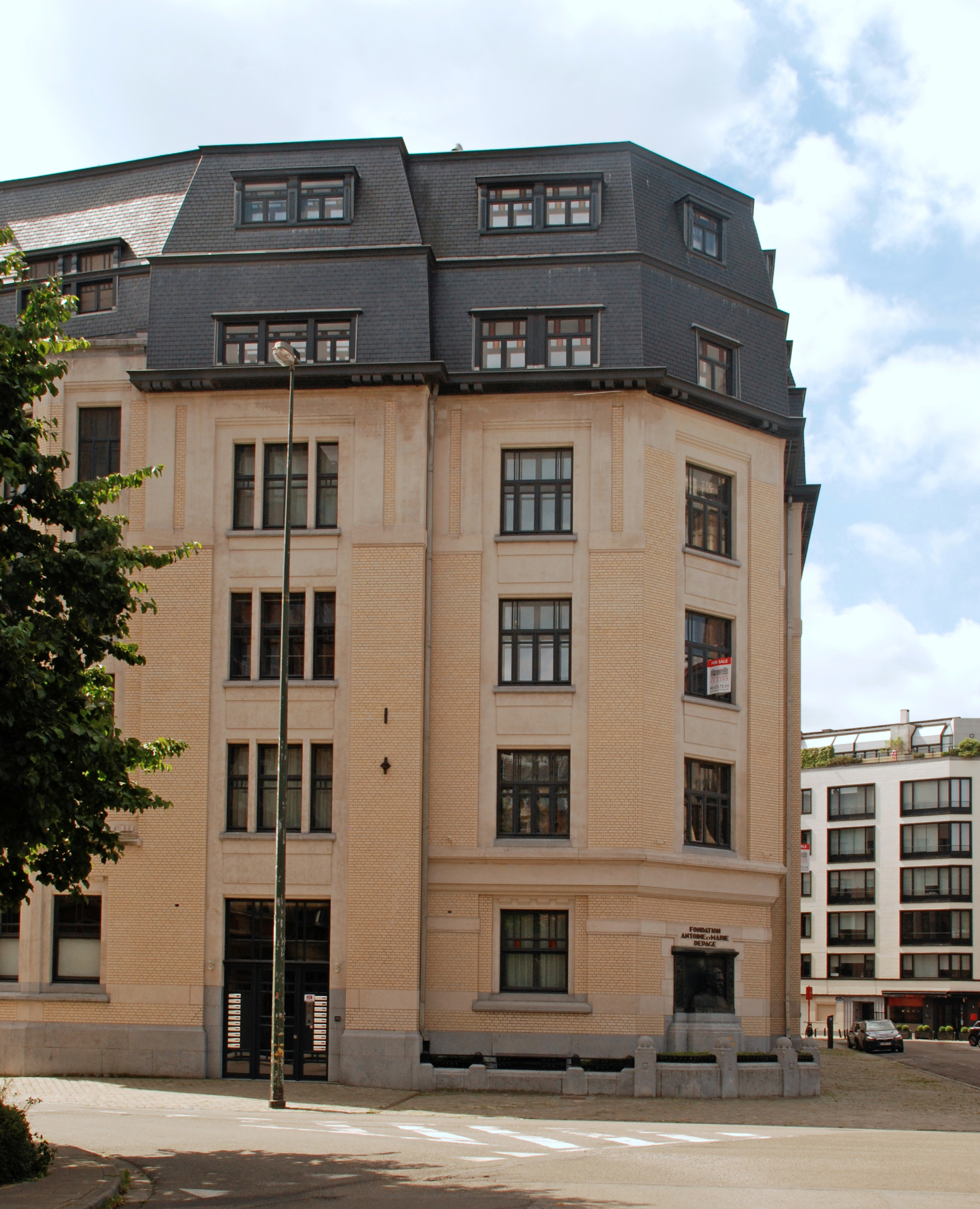
Institut médico-chirurgical de la Croix-Rouge (Art déco 1926).